# Meczet Yakovalı Hasana
Meczet Yakovalı Hasana (Jakowały Hasana; węg. Jakováli Hasszán dzsámija) – jeden z najlepiej zachowanych zabytków tureckiej architektury w Peczu na Węgrzech i jedyny, w którym oprócz meczetu zachował się w prawie niezmienionym stanie, należący do zespołu architektonicznego, wysoki minaret. Z opisu Evliyi Çelebiego wiemy, że wybudował go pasza Yakovalı Hasan, przypuszczalnie w II połowie XVI w. wtedy, gdy powstała większość znaczących, tureckich budowli Peczu, a w tym również meczet Gazi Kasıma Paszy.

## Architektura

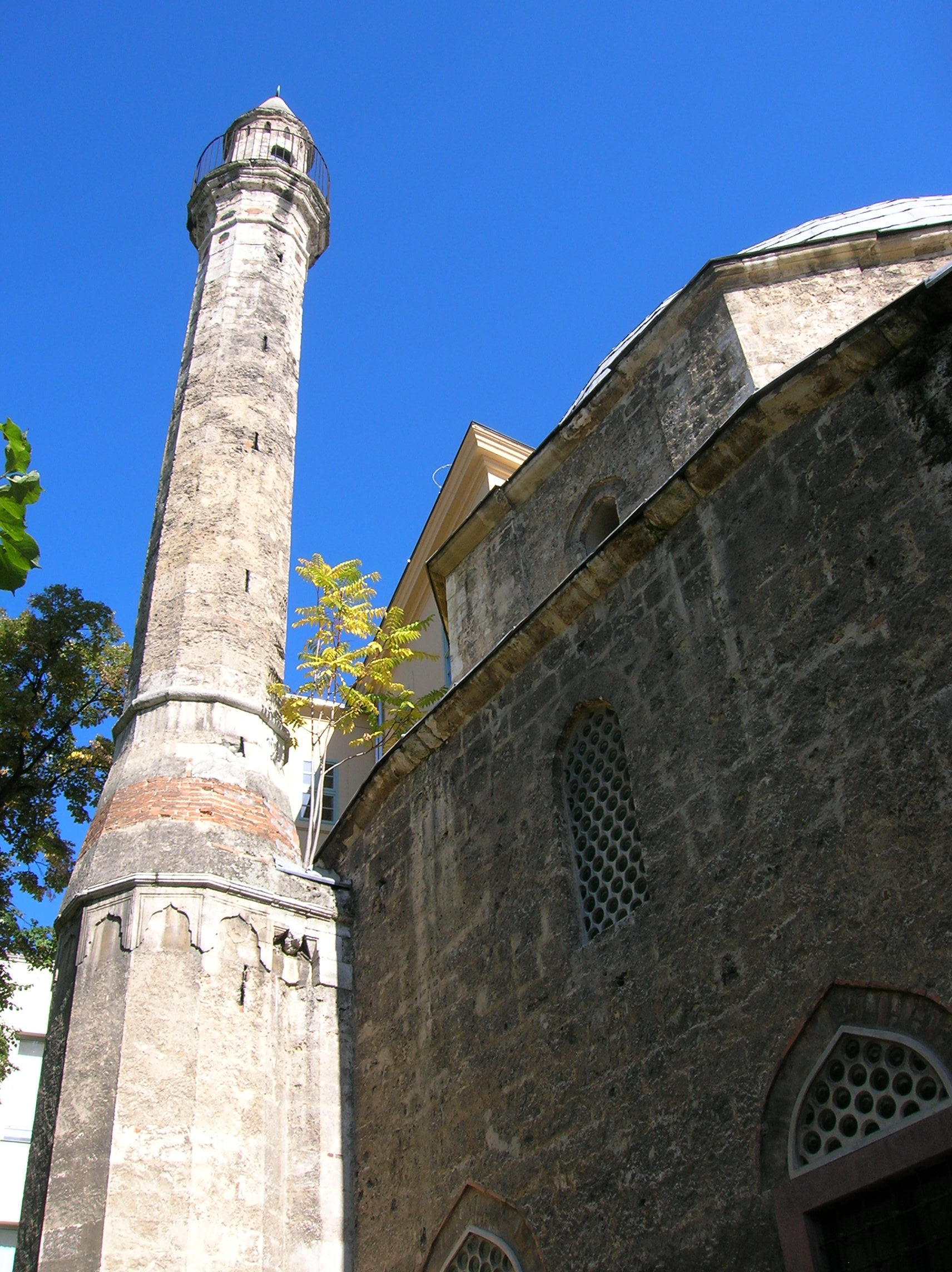
Minaret

Meczet Yakovalı Hasana reprezentuje typową orientację dla tureckiej świątyni. Zorientowany jest na Mekkę, a więc jego oś przechodzi z północnego zachodu na południowy wschód. Zgodnie z kwadratowym planem, korpus budynku jest prostopadłościanem, na którym leży ośmiokątny tambur, przykryty lekko wysklepioną kopułą. Z północnowschodniej strony znajdował się otwarty dziedziniec, przykryty szeregiem kopuł podpartych czterema słupami, a obok, w zachodnim rogu, minaret. Ze współczesnym wyposażeniem, które jest darem tureckiego rządu, służy jako dom modlitwy, a także jako miejsce tureckich ekspozycji historycznych i artystycznych.
Z wnętrza meczetu dostępne jest wejście do minaretu, na który prowadzą nowo wybudowane drewniane schody. Wieża z ciosanego kamienia wybudowana na planie dwunastokąta, spoczywa na masywnej podstawie o wysokości 6,5 m zamkniętej delikatnym gzymsem. Pod gzymsem biegnie szereg ozdobnych łuków. Powyżej wznosi się część budowli w kształcie ściętego ostrosłupa, której górna część oddziela się już od korpusu meczetu. Właściwa wieża o wysokości 14,5 m. wygląda na smuklejszą dzięki lekko wygiętym wyżłobieniom. W jej dolnej i górnej części ozdobiona była biegnącymi dookoła gzymsami o walcowym kształcie. 87 drewnianych stopni znajdujących się wewnątrz wieży prowadzi na galerię położoną na wysokości 22,5 m, którą zdobiła kiedyś kamienna balustrada. W czasie uroczystości religijnych oświetlano ją kagankami oliwnymi.

## Historia

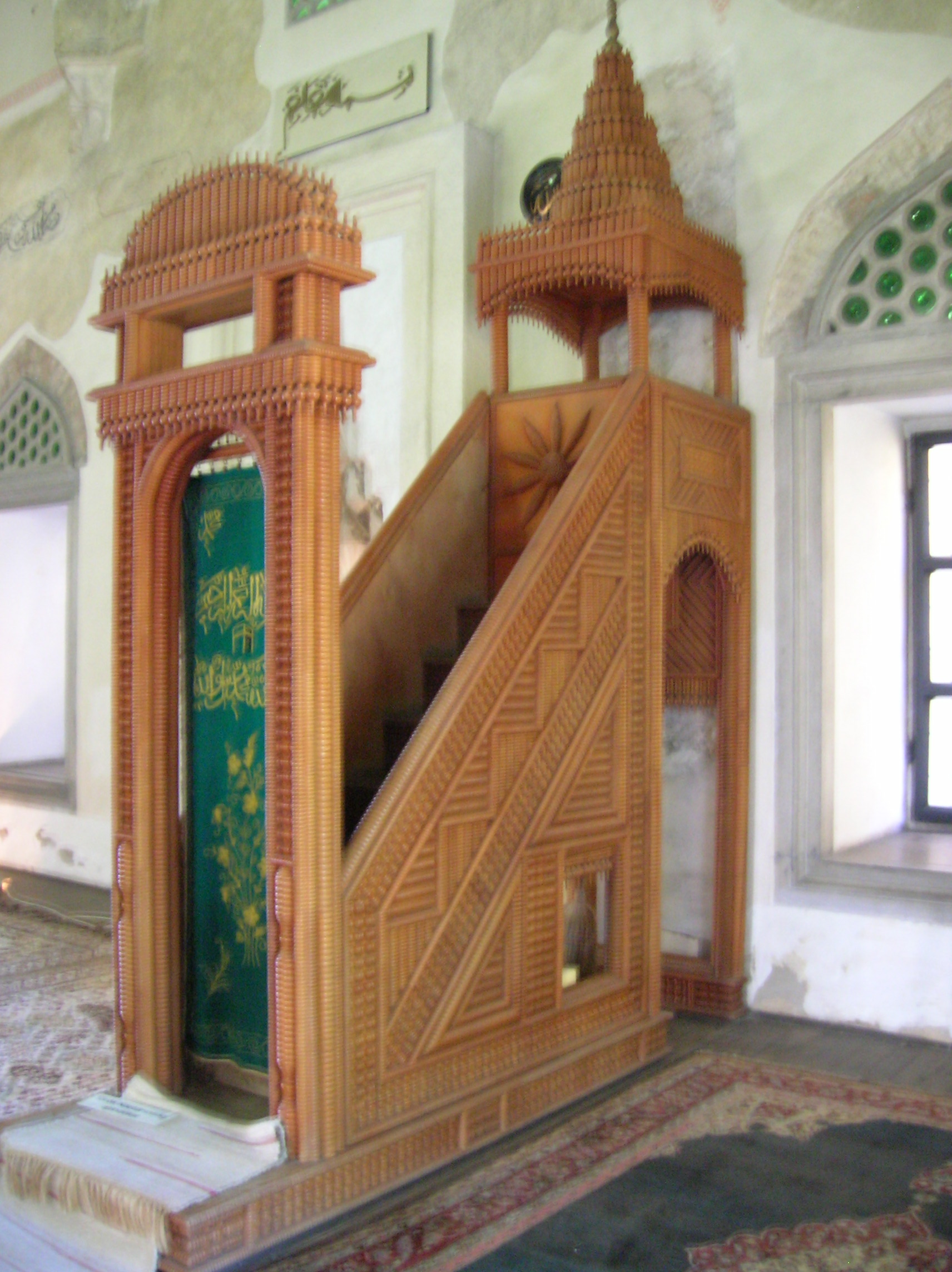
Minbar

Po wyzwoleniu miasta spod okupacji tureckiej również meczet Yakovalı Hasana dotknął los większości tureckich pamiątek, jednak stosunkowo szczęśliwie przetrwał okres przebudowy. W latach 1702–32 biskup Peczu, Ferenc Nesselrode przekształcił go w kaplicę pod wezwaniem Jana Nepomucena. Dotychczasowy dach zastąpiono barokowym hełmem o bardziej urozmaiconej linii. Wnętrze gruntownie zmieniono przez wybudowanie galerii dla chóru. Również za czasów Nesselrodego rozebrano przedsionek, kiedy budowano podziemną część szpitala. Minaretu używano wtedy jako dzwonnicy, a jeden z XVIII-wiecznych obrazów pokazuje, że zniszczoną część budowli nad galerią zastąpiono otwartą sygnaturką. Dzisiejsze zwieńczenie ponad galeryjką wykonano w XIX wieku.
Meczet poddano restauracji w latach 60. XX w. na podstawie badań Győző Gerő i planów Károlya Ferencziego. Pozbawiając wnętrze barokowych elementów, doprowadzono je do pierwotnego stanu. Znajdująca się na północnozachodniej ścianie, kunsztownie wykończona brama, zakończona stalaktytowym szczytem wraz z położoną naprzeciwko niej niszą mihrabu stanowią dopełnienie reszty obecnych tam szczegółów. Ponowną restaurację przeprowadzono w drugiej połowie lat dwutysięcznych i od 22.05.2010 ponownie udostępniono dla zwiedzających.

## Religia
W czasie piątkowych modlitw i okresie ramadanu meczet udostępniony jest do celów religijnych. Muzułmańska społeczność Peczu należy do Magyarországi Muszlimok Egyháza (Świątyni Węgierskich Muzułmanów).